# 固定発生源
固定発生源（こていはっせいげん）は、大気汚染物質の発生源の形態の一つを表現する場合に用いられることが多く、工場、事業所、家庭などの位置が定まった発生源のことを指す。なお、家庭や小規模な事業所からの発生源については、群小発生源という呼称をすることもある。